# Econet
Econet es una red de área local propietaria usada en los ordenadores Acorn. Se introdujo con el ordenador Acorn Atom en 1984, y fue muy popular en Inglaterra como red para aulas escolares.

## Capas física y de enlace de datos

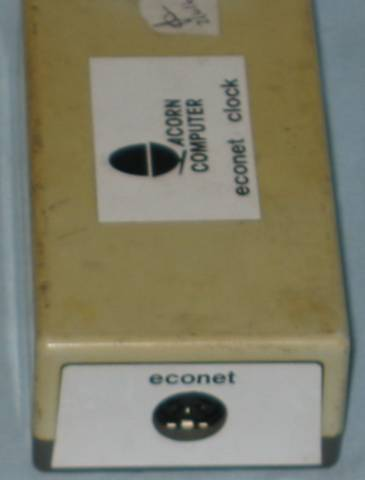
Reloj independiente

Eléctricamente, la red es un bus serie portado sobre dos pares de cables (un par para datos, el otro para el reloj) con un quinto cable para la masa. Las señales son las del RS-422 con 5 voltios de diferencial estándar y un bit de transferencia por ciclo de reloj. Se utiliza cable sin blindar para longitudes cortas, y cable blindado para redes más largas. El cable está terminado en cada extremo para prevenir reflexiones y garantizar altos niveles lógicos cuando el bus no es enrutado. Un generador de reloj (hasta 200 kHz) va alojado en el centro del cable de red. 
Los conectores originales eran DIN-5. En las máquinas de 32 bits posteriores (especialmente el Acorn Archimedes A3020 y el Acorn Archimedes A4000), la conexión Econet se hace a través de cinco de los pines del conector DA-15 de su puerto de red, que puede aceptar también Medium Attachment Unit para permitir que otros tipos de red se conecten a través de la misma toma de corriente. Este puerto tiene una apariencia similar a un  Attachment Unit Interface, pero no es compatible. En el notebook Acorn A4 se emplea un conector mini-DIN por las restricciones de espacio.
Cada interfaz Econet está controlada por un chip Motorola MC68B54 Advanced Data Link Controller (ADLC) que se encarga de la transmisión/recepción eléctrica, la suma de comprobación del marco y de la detección de colisión.
Cada segmento de la red tenía una longitud máxima de 500 metros, y podría tener hasta 254 dispositivos (estaciones). Máquinas y aparatos tales como servidores de ficheros y bridges se configuran con números de estación únicos de 8 bits usando jumpers o ajustes en la RAM-CMOS. Los puentes de redes, en caja BBC Cheese Wedge (idéntica altura y perfiles que el BBC Micro), estaban disponibles para construir redes mayores; hasta 127 segmentos podrían ser puenteados juntos.
La señal de reloj se genera, ya sea por una caja de reloj autónoma, por un BBC Micro con una placa madre Issue 4 modificada, o por un servidor de archivos. Sólo un generador de reloj podría ser utilizado en cada red. Aunque se especificó originalmente la red para funcionar a 210 kHz, las frecuencias de reloj en la práctica podrían variar de aproximadamente 40 kHz a alrededor de 800 kHz; [cita requerida]; la presencia de las máquinas más antiguas en la red o la capacitancia de un cable de red largo reducirían la velocidad de datos máxima disponible de forma fiable.

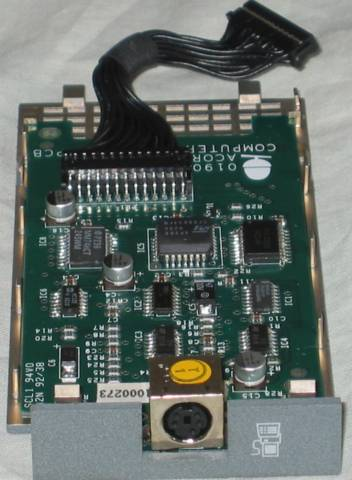
Módulo para el Acorn A4

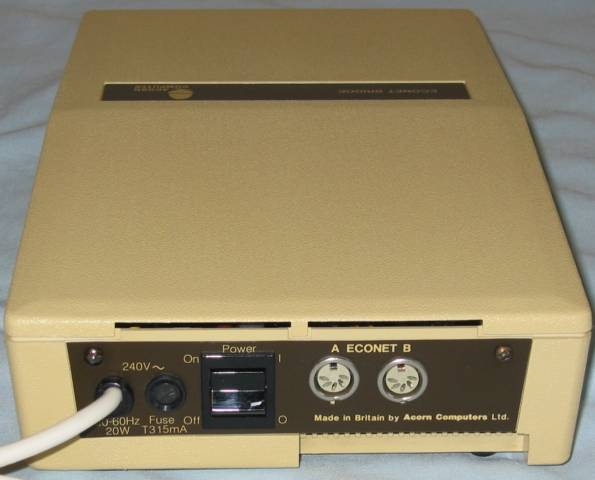
Bridge Acorn AEH20

## Ecolink
Existe una tarjeta de interfaz “Ecolink” para IBM PC. Utiliza el Redirector de Microsoft para MS-DOS de la MS-NET para proporcionar compartición de archivos e impresoras mediante el comando NET USE.